# Elecciones generales de Turquía de junio de 2015
Las elecciones generales de Turquía tuvieron lugar el 7 de junio de 2015 en los 85 distritos electorales de Turquía para elegir 550 miembros de la Gran Asamblea Nacional. Esta fue la 24ª elección general en la historia de la República Turca, al elegir el 25º Parlamento del país. El resultado fue el primer parlamento sin mayoría desde las elecciones generales de 1999. Los intentos infructuosos de formar un gobierno de coalición dieron lugar a unas nuevas elecciones generales para noviembre de 2015.
El Partido de la Justicia y el Desarrollo (AKP), que gobernó Turquía desde 2002, perdió su mayoría parlamentaria y obtuvo 258 escaños con el 40,87% de los votos. El principal partido opositor, el Partido Republicano del Pueblo (CHP), ganó 132 escaños con el 24.95% de los votos. El Partido de Acción Nacionalista (MHP) se había proyectado para ganar a muchos votantes descontentos con el AKP. Su porcentaje de votos aumentó, y el partido ganó 80 escaños con el 16.29% de los votos. El nuevo Partido Democrático de los Pueblos (HDP) decidió presentarse a las elecciones como partido en lugar de presentar a los candidatos como independientes, a pesar de las preocupaciones de que podría haber caído por debajo del umbral electoral del 10% y perder toda representación en el Parlamento. Al partido le fue mejor que las expectativas: ganó el 13.12% de los votos y obtuvo 80 escaños, lo mismo que el MHP. El problema de un parlamento sin mayoría había sido ampliamente considerado y predicho antes de las elecciones, por lo que el país y los políticos estaban mejor preparados para el proceso constitucional que seguiría a tal resultado.
Las campañas antes de las elecciones se centraron principalmente en una economía tambaleante, el conflicto político entre el gobierno y el Movimiento Gülen, y la participación de Turquía en la Guerra Civil Siria. Las crecientes acusaciones de corrupción y autoritarismo del gobierno, que se originaron principalmente en el escándalo de corrupción de 2013 y las protestas del Parque Gezi en 2013, respectivamente, también fueron parte de los problemas y desarrollos surgidos durante las campañas de la oposición. El voto fue visto por algunos. Como un referéndum sobre el llamado del presidente Recep Tayyip Erdoğan para una presidencia ejecutiva. 
Las reclamaciones de fraude electoral y la violencia política causaron controversia en el período previo a las elecciones. Varios candidatos y oficinas del partido fueron objeto de ataques motivados políticamente, que culminaron en la muerte de cuatro partidarios del HDP después de que estallaran dos bombas durante un mitin en Diyarbakır el 5 de junio. La interferencia del presidente Erdoğan, quien fue acusado de hacer campaña encubierta por el AKP bajo el disfraz de mítines de 'apertura pública', también fue controvertido ya que el presidente está constitucionalmente obligado a aplicar la neutralidad política. A pesar de los reclamos de fraude que datan de las muy controvertidas elecciones locales de 2014 y numerosas acusaciones de mala conducta en el día de la votación, la Organización para la Seguridad y la Cooperación en Europa elogió en gran medida la organización por ser bien organizada y declarada libre y justa por el Parlamento Europeo.

## Contexto
El gobernante Partido de la Justicia y el Desarrollo (AKP) buscó un cuarto mandato consecutivo en el gobierno. Su líder, Ahmet Davutoğlu, que se había hecho cargo tras Recep Tayyip Erdoğan tras agosto de 2014, buscaba un mandato completo como primer ministro de Turquía por si mismjo. El objetivo del AKP era ganar más de 330 escaños con el fin de tener la posibilidad de poner cambios constitucionales en un referéndum, o más idealmente 367 escaños para evitar un referéndum y cambiar la constitución directamente dentro del parlamento. Después de haber tomado el relevo de Recep Tayyip Erdoğan en agosto de 2014 (ya que este se presentó a las presidenciales y las ganó). El objetivo del AKP era ganar más de 330 asientos con el fin de tener el derecho de poder poner en marcha un referéndum para hacer cambios constitucionales, o incluso si llegaban a 367 escaños, cambiar la Constitución sin necesidad de someterlo a un referéndum.
El Partido Republicano del Pueblo (CHP) tenía como objetivo superar el límite del 30% y formar un gobierno, potencialmente con la ayuda de partidos más pequeños o solo. El líder del CHP, Kemal Kılıçdaroğlu, había declarado públicamente que su partido apuntaría al 35% de los votos, un aumento del 9% con respecto a su resultado de 2011, para poder formar el próximo gobierno. El apoyo popular para el Partido del Movimiento Nacionalista (MHP) se había disparado durante las elecciones locales de 2014, y tenía como objetivo participar en un gobierno de coalición. Sin embargo, varios políticos de CHP y MHP renunciaron en protesta contra sus perspectivas electorales poco realistas y formaron sus propios partidos. La fiesta más destacada fue el Partido de Anatolia formado por la exdiputada de CHP Emine Ülker Tarhan en noviembre de 2014. Otros factores importantes que los partidos de la oposición también tendrían que superar fueron cuestiones como el sesgo de los medios y el fraude electoral, que aumentaron drásticamente en las elecciones locales y presidenciales anteriores.

## Sistema electoral
El sistema electoral turco para sus elecciones generales utiliza el sistema d'Hondt con una representación proporcional por listas, de manera muy parecida al sistema electoral usado en las elecciones generales españolas.[cita requerida] Las legislaturas tienen una duración de 4 años.
Añadido a ello, en el sistema electoral turco, cada partido que se presenta a las elecciones generales debe obtener un mínimo del 10,00 % para obtener representación en la Cámara.

## Campaña Electoral
El resultado de la elección tuvo un significado especial para la constitución de Turquía. En la última elección parlamentaria de 2011, el  Partido de la Justicia y el Desarrollo (AKP) y su líder, Recep Tayyip Erdoğan obtuvo 327 de 550 escaños. En las elecciones presidenciales de 2014, Erdoğan fue elegido presidente. Desde hace algún tiempo, el claro objetivo del AKP ha sido cambiar la constitución turca para fortalecer significativamente el poder político del presidente. Si el AKP hubiera obtenido al menos 330 de los escaños (60.0%) en esta elección, tendría la posibilidad de iniciar un referéndum sobre una enmienda constitucional. De haber obtenido 367 o más escaños, habría tenido una mayoría de dos tercios y podría implementar una enmienda constitucional sin referéndum mediante legislación. 
Uno de los miembros del AKP y cofundador, Dengir Mir Mehmet Fırat, defendieron al Partido Democrático de los Pueblos (HDP) puesto en la provincia de Mersin. 68 diputados del AKP ya no se postularan debido a la regla de reelección del partido. Entre ellos figuraban importantes políticos y ministros como Ali Babacan, Bülent Arınç, Cemil Çiçek y Taner Yıldız. Los exministros involucrados en el escándalo de corrupción en 2013, Mehmet Zafer Çağlayan y Erdoğan Bayraktar, no se postularon.
El partido de izquierda HDP, llevó a cabo una doble candidatura de Selahattin Demirtas, un abogado kurdo, y la activista de los derechos de la mujer Figen Yüksekdağ, se observó con particular interés. Por primera vez, el HDP actuó como un partido y no en la forma de candidatos individuales independientes. El sistema electoral turco prevé una barrera electoral nacional del 10 por ciento para los partidos. La conjetura fue en el sentido de que las esperanzas del AKP a una mayoría enmienda constitucional así pues, sería el HDP debe pasar el umbral del diez por ciento, lo que pronosticaban las encuestas antes de las elecciones.
En la campaña electoral, el líder opositor Kemal Kılıçdaroğlu del Partido Republicano del Pueblo (CHP) acusó al gobernante AKP de corrupción. Había demasiado dinero gastado en "Mercedes, jets y palacios presidenciales". En el palacio presidencial de 490 millones de euros en Ankara, se han instalado, entre otras, gafas doradas para inodoros, una acusación que fue fuertemente rechazada por el AKP. La oposición también acusó al presidente Erdoğan de interferir en la campaña electoral, a pesar de que está comprometido como presidente con la neutralidad política. El HDP se quejó de varios ataques a sus oficinas electorales y ramas. El 18 de mayo, hubo ataques con bombas en las oficinas del partido en la ciudad meridional turca de Adana y Mersin con algunas bajas. En general, hubo un informe de la organización turca de derechos humanos İHD en el período del 23 de marzo a 19 de mayo de 2015, daños a la propiedad en 114 lugares de HDP. Para el ACP, siete, para CHP y cuatro para la MHP, un incidente mencionado. El 5 de junio de 2015, dos días antes de la elección, se llevó a cabo en un mitin electoral en las explosiones de Diyarbakir HDP que se cobró cuatro vidas y más de un centenar de heridos. El asunto aún no está claro.

## Números de diputados por provincia

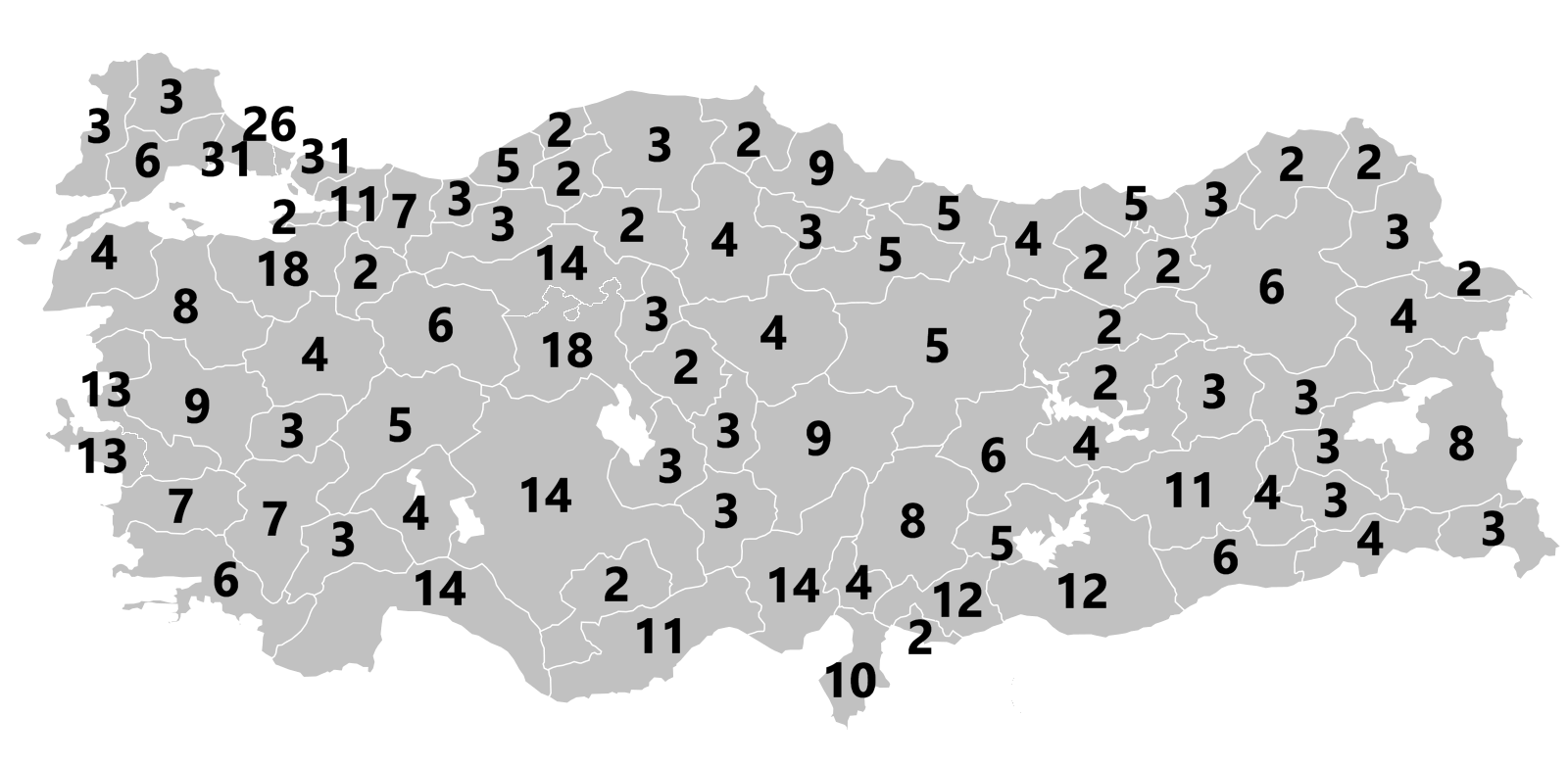
Distribución de escaños por distrito.

Cada una de las 81 provincias forma un distrito electoral, en el cual, según la población, se elige un número diferente de diputados. Las únicas excepciones a esto son las provincias o ciudades de Estambul, Ankara e Izmir, que están divididas en tres o dos distritos electorales. En total, hay 85 circunscripciones. En comparación con las elecciones anteriores, solo hubo algunos cambios. Sol se elevó como el número de asientos para se los (cambios en comparación con las elecciones de 2011 entre paréntesis) se enumeran a continuación de la provincia de Estambul de 85 a 88. El número de diputados por circunscripción.
| Provincia | Provincia      | 2011 | 2015 | Cambio |
| --------- | -------------- | ---- | ---- | ------ |
| Ankara    | Ankara         | 31   | 32   | 1      |
|           | Ankara (I)     | 16   | 18   | 2      |
|           | Ankara (II)    | 15   | 14   | 1      |
| Bayburt   | Bayburt        | 1    | 2    | 1      |
| Elazığ    | Elazığ         | 5    | 4    | 1      |
| Estambul  | Estambul       | 85   | 88   | 3      |
|           | Estambul (I)   | 30   | 31   | 1      |
|           | Estambul (II)  | 27   | 26   | 1      |
|           | Estambul (III) | 28   | 31   | 3      |
| Kütahya   | Kütahya        | 5    | 4    | 1      |
| Manisa    | Manisa         | 10   | 9    | 1      |
| Muş       | Muş            | 4    | 3    | 1      |
| Ordu      | Ordu           | 6    | 5    | 1      |

## Resultados
|  | 40.86 % |

|  | 24.96 % |

|  | 16.29 % |

|  | 13.12 % |

|  | 3.98 % |

|  | 0.79 % |

|  | 97.12 % |

|  | 2.88 % |

|  | 100.00 % |

|  | 86.63 % |

Notas
Las variaciones en los porcentajes de votos se hacen contabilizando los resultados de las elecciones de 2011; mientras que las variaciones de escaños se hacen teniendo en cuenta los escaños con los que contaban en el momento de la disolución del Parlamento.